# Франс Пурбус старший
Франс Пурбус старший (нід. Frans Pourbus, 1545, Брюгге — 1581, Антверпен) — фламандський художник, батько більш відомого Франца Пурбуса Молодшого.

## Життєпис
Син художника Петера Пурбуса. Народився у 1545 році в Брюгге. Спочатку навчався живопису в батька, потім у Франса Флоріса в Антверпені, куди переїхав 1562 року. По закінченні навчання у 1566 році здійснив подорож Італією, де ознайомився з картинами представників італійського Відродження.
У 1569 році став членом гільдії Св. Луки в Антверпені. У тому ж році він одружився з Сюзанною, донькою скульптора Корнеліса Флоріса і небогою Франса Флоріса. Доволі швидко став відомим портретистом. Отримував замовлення від представників буржуазії Гента, Антверпена, Брюгге. Після смерті дружини у 1576 році одружився 1578-го вдруге. Деякий час перебував у місті Турне, де виконував роботи для місцевого собору.
Помер Франс Поурбус в Антверпені 19 вересня 1581 року від хвороби, яка перебігала з гарячкою.

## Творчість
У своїх релігійних картинах, серед яких особливо цікаві «Отрок Христос серед книжників» (Генський собор), «Розп'яття» (Гентський музей), «Мучеництво св. Георгія» (Дюнкеркський собор) Пурбус більш природний, барвистий і свіжий по фарбах, ніж його вчитель Франс Флоріс.
Як портретист Пурбус належав до числа майстрів свого часу. Зразки його творчості, життєві та теплі за колоритом, знаходяться в Дрезденській галереї (портрет жінки з песиком на руках), у Віденському музеї (портрет чоловіка в чорному одязі), «Портрет Антуана де Бурбона», «Портрет Вігліуса». Ермітаж мав у своїх колекціях два парних портрета — чоловіка середніх років і дами, ймовірно його дружини.